# Le Vol des harpies
Le Vol des harpies (titre original : Harpy's Flight) est un roman de fantasy, premier roman de l'écrivain américain Megan Lindholm, plus connue sous le nom de Robin Hobb, et publié aux États-Unis en 1983 et en France en 2004. Il est le premier volume du cycle de Ki et Vandien.

## Résumé
Ki, jeune femme voyageant en roulotte avec son mari Sven et ses deux jeunes enfants, voit son monde s'écrouler quand toute sa famille se fait massacrer par une harpie.
Rongée par la vengeance, elle parvient contre toute attente à tuer cette dernière ainsi que sa famille. N'ayant plus goût à la vie, elle accepte par habitude de convoyer un chargement pour Rhésus, un négociant pour qui elle a déjà travaillé par le passé. Celui-ci lui demande d'emprunter un parcours très difficile, passant par le col de sœurs, réputé quasi-infranchissable en hiver. En chemin, elle fait la connaissance de Vandien qui, après avoir essayé de la voler, va devenir un compagnon de route agréable et plein de ressource.